# Chester (Nebraska)
Chester – wieś w Stanach Zjednoczonych, w stanie Nebraska, w hrabstwie Thayer.